# Arinnitti
Arinnitti, també anomenada com a Wurusemu o deessa solar d'Arinna, era una deessa solar hitita. Fou la principal deïtat i patrona de l'Imperi Hitita. El seu cònjuge, el déu del temps climàtic, Tarhun o Tarhunna, era el segon d'Arinnitti en importància, indicant que probablement s'originà en temps matriarcal. La precursora d'Arinnitti sembla haver estat una deessa mare d'Anatòlia de la terra i la fertilitat. Els atributs d'Arinnitti eren el judici just, la misericòrdia i l'autoritat reial. La poderosa reina hitita Puduhepa va adoptar a Arinnitti com a protectora seva.